# چوی چول هو
چوی چول هو (کره‌ای: 최철호؛ زادهٔ ۲ مارس ۱۹۷۰) بازیگر اهل کره جنوبی است. او به خاطر ایفای نقش در مجموعه تلویزیونی همسر من بی‌نظیره (۲۰۰۹) به شهرت رسید. از نقش‌های قابل توجه او می‌توان به ته جویونگ، امپراتور آهن، اوه یون در افسانه دونگ‌یی، بیدام در رؤیای فرمانروای بزرگ و سایمدانگ، خاطرات درخشان اشاره کرد.

## فیلم‌شناسی
- ۱۹۹۸ وکیل مدافع
- ۱۹۹۹ عشق در سه رنگ
- ۱۹۹۹ وعده
- ۲۰۰۰ عصر طلایی
- ۲۰۰۱ پدر و پسران
- ۲۰۰۱ زن مشهور
- ۲۰۰۲ عصر مردان وحشی
- ۲۰۰۲ شکار در آفتاب
- ۲۰۰۲ پنج برادر و خواهر
- ۲۰۰۳ در صحرا
- ۲۰۰۴ اشتیاق
- ۲۰۰۴ جانگ گیل سان
- ۲۰۰۴ دریاسالار جاوید یی سون شین
- ۲۰۰۵ عشق خطرناک
- ۲۰۰۶ فرمانروا ته‌جویونگ
- ۲۰۰۹ امپراتور آهن
- ۲۰۰۹ همسر من بی‌نظیره
- ۲۰۰۹ خون‌گرم
- ۲۰۱۰ افسانه دونگ‌یی
- ۲۰۱۰ شکارچیان برده
- ۲۰۱۰ زنی که هنوز قصد ازدواج دارد
- ۲۰۱۲ رویای فرمانروای بزرگ
- ۲۰۱۲ قهرمان
- ۲۰۱۳ رسوایی
- ۲۰۱۴ نسل الهام بخش
- ۲۰۱۴ بانوی مجرد حیله‌گر
- ۲۰۱۴ به‌سوی شعله‌های آتش
- ۲۰۱۴ تفنگدار چوسان
- ۲۰۱۴ چهره پادشاه
- ۲۰۱۵ جینگ‌بی‌روک: شرح حال جنگ ایمجین
- ۲۰۱۷ سایمدانگ، خاطرات درخشان
- ۲۰۱۸ با من ازدواج می‌کنی؟
- ۲۰۱۸ آلارم عشق
- ۲۰۱۸ عشق تا پایان
- ۲۰۲۱ طلوع ماه در رودخانه